# Acherontiella xenylliformis
Acherontiella xenylliformis är en urinsektsart som beskrevs av Hermann Gisin 1952. Acherontiella xenylliformis ingår i släktet Acherontiella och familjen Hypogastruridae. Inga underarter finns listade i Catalogue of Life.